# Shareware
Shareware je označení pro proprietární software chráněný autorským právem, který je možné volně distribuovat. Uživatel má možnost software po určitou dobu za malý nebo žádný poplatek zkoušet, zda mu vyhovuje nebo ne. Pokud ho ale nadále používá, je povinen se řídit podle autorovy licence a zpravidla zaplatit cenu programu nebo se třeba jen registrovat.
Volně šířený shareware má obvykle zabudovaná omezení (časová – trialware, funkční – crippleware, omezující uživatelův komfort – adware, nagware), případně i neúplnou dokumentaci. Pak ho lze označit i jako demoverzi. Heslo nebo softwarový klíč pro přístup k plně funkční verzi obdrží uživatel po zaplacení. Některé programy z kategorie shareware plnohodnotně fungují i po vypršení testovacího období.
Shareware se liší od freewaru, což je plně funkční software distribuovaný uživateli zdarma, ale bez zpřístupnění zdrojového kódu, a od bezplatného open-source softwaru, u kterého je zdrojový kód volně dostupný komukoli k nahlédnutí a úpravám. Existuje více typů sharewaru a i když nemusí vyžadovat počáteční platbu předem, mnohé jsou nějakým způsobem určeny ke generování příjmů. Některé omezují použití pouze na osobní nekomerční účely, kdežto pro použití ve firmě je vyžadován nákup licence. Samotný software může být časově omezený nebo může uživateli připomínat, že platba by byla oceněna.

## Distribuce
Shareware se často nabízí ke stažení na internetových stránkách výrobce nebo jako doprovodné CD či DVD, jež jsou přílohami časopisů. Komerčně se nabízí například v supermarketech na CD (nebo DVD) za výrobní cenu nosiče. Dalším distribučním kanálem jsou shareware adresáře nebo stahovací portály.

## Implementace
Otevřený software a shareware jsou podobné v tom, že mohou být trvale používány bez peněžní podpory. Shareware se obvykle liší od otevřeného softwaru v tom, že autoři žádají o dobrovolné poplatky. Otevřený software musí být obvykle kompatibilní s přísnými pokyny Asociace Softwaru.

## Odvozeniny sharewaru
Existují i jiné typy sharewaru, které mají například příponu "-ware". Obvykle ale nepožadují po uživateli, aby zaplatil autorovi za používání programu. Například:
- Cardware vyžaduje, aby uživatel poslal autorovi pohlednici.
- Careware vyžaduje, aby uživatel daroval na charitu.

Dalším typem sharewaru je velmi populární App Store trh, kde mohou uživatelé získávat mobilní aplikace zdarma. Ovšem to má i svá omezení, například mohou obsahovat inzertní bannery od sponzorů. Tato omezení odstraní až placená verze, která může být rozšířená o další funkce.

## Průmyslové standardy a technologie
Existuje několik obecně uznávaných standardů a technologií, které se používají při vývoji a prosazování shareware.
FILE_ID.DIZ je textový soubor, který je často součástí balení.
Portable Application Description (PAD) se používá pro standardizaci shareware aplikací. PAD soubor je XML dokument, který popisuje shareware nebo freeware produkt podle PAD specifikace.
Kód podepisování - je to technologie, kterou používají Shareware vývojáři k digitálnímu podepisování výrobků.

## Související pojmy
- Softwarová licence definuje právní vztah mezi výrobcem a uživatelem.
- Open source software je software s dostupným zdrojovým kódem.
- Svobodný software je podmnožina open source software, která navíc umožňuje uživatelům šířit díla odvozená z původního programu.
- Freeware je software, které lze používat bezplatně (případně za symbolický příspěvek – beerware, cardware). Tvůrce si ponechává autorská práva, většinou neuvolňuje zdrojový kód.
- Volné dílo (public domain) je dílo, jehož majetková autorská práva nejsou chráněna, může být volně využíváno za dodržení určitých podmínek.